# Большой Тап
Большой Тап — судоходная река в России, протекает по территории Кондинского и Советского районов Ханты-Мансийского автономного округа, левый приток Конды, берёт своё начало к югу от озера Тапто.
Длина реки — 504 км, площадь водосборного бассейна — 6700 км². Общее направление течения с севера на юг. Питание реки снеговое и дождевое.
Река протекает в малонаселённой местности, раньше в устье на ней располагалась одноимённая деревня Большой Тап, в настоящее время деревня упразднена.
В бассейне Большого Тапа расположены нефтегазовые месторождения, на которых ведётся добыча нефти.
Река богата рыбой и привлекательная для водного туризма.

## Притоки

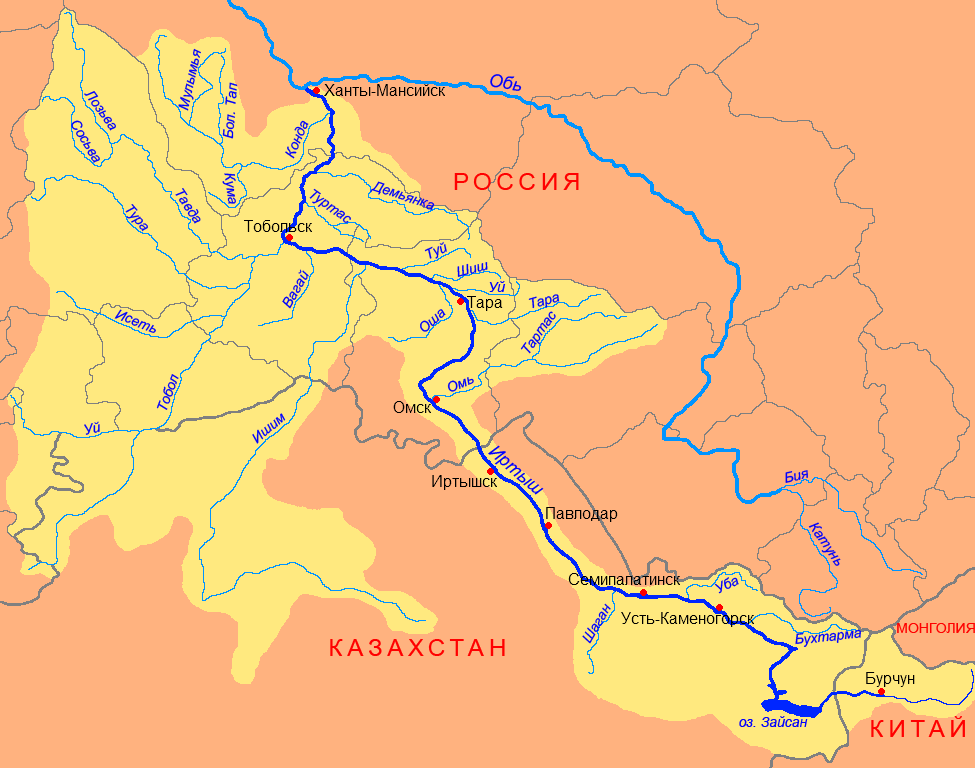
Бассейн Иртыша

Основные притоки:
- 1 км: река Тайлоково (Ивтурье)
- 28 км: река Ингатья
- 38 км: река Тумья
- 82 км: река Пуломья
- 91 км: река Тумра
- 110 км: река Тамашняя
- 131 км: река Сопротья
- 140 км: река Ойтья
- 175 км: река Левка
- 204 км: река Мурах
- 354 км: река Охан
- 440 км: река Пайтых
- 452 км: река Антаньега
- 457 км: река Яхля
- 464 км: река Выхтопья (Вохлоп)

## Данные водного реестра
По данным государственного водного реестра России относится к Иртышскому бассейновому округу, водохозяйственный участок реки — Конда, речной подбассейн реки — Конда. Речной бассейн реки — Иртыш.
Код объекта в государственном водном реестре — 14010600112115300016559.